# 科威特国民银行总部
科威特国民银行总部，英文简称为NBK塔，是科威特科威特市的一座摩天大樓，高300公尺、61層樓，於2013年動工、2019年完工，為科威特第三高樓。